# Bruner Hill
Der Bruner Hill ist ein 770 m hoher und bis auf Felsvorsprünge an seiner Nordseite schneebedeckter Hügel an der Ruppert-Küste des westantarktischen Marie-Byrd-Lands. Er ragt 13 km südwestlich des Mount Shirley an der Nordflanke des El-Sayed-Gletschers auf.
Der United States Geological Survey kartierte ihn anhand eigener Vermessungen und Luftaufnahmen der United States Navy aus den Jahren von 1959 bis 1965. Das Advisory Committee on Antarctic Names benannte ihn 1972 nach Leutnant Michael G. Bruner, Kommandant einer Lockheed LC-130 Hercules bei der Operation Deep Freeze der Jahre 1970 und 1971.